# Igor Bogoljoebski
Igor Aleksejevitsj Bogoljoebski (Russisch: Игорь Алексеевич Боголюбский) (Tsjeljabinsk, 27 mei 1985) is een Russische oud-schaatser met een specialisatie voor de korte afstanden, vooral de 1000 meter.
Bogoljoebski schaatste sinds 2005 en maakte zijn debuut in het professionele schaatsen in 2011. Hij deed in 2014 mee aan de Olympische Winterspelen in Sotsji (Rusland). Daarbij werd hij 39e op de 1000 meter.

## Records

### Persoonlijke records
| Afstand    | Tijd    | Datum            | Baan            |
| ---------- | ------- | ---------------- | --------------- |
| 500 meter  | 34,92   | 10 november 2013 | Calgary         |
| 1000 meter | 1.09,65 | 9 november 2013  | Calgary         |
| 1500 meter | 1.52,15 | 22 oktober 2008  | Moskou          |
| 3000 meter | 4.05,28 | 2 oktober 2010   | Calgary         |
| 5000 meter | 7.50,27 | 14 februari 2004 | Jekaterinenburg |

## Resultaten
| Jaar | Olympische Spelen |
| ---- | ----------------- |
| 2014 | 39e 1000m         |